# 레이디 버드의 수상 및 후보 목록
다음은 2017년 개봉한 미국의 성장 코미디 드라마 영화 《레이디 버드》의 수상 및 후보 목록이다. 그레타 거윅이 감독하고, 각본을 썼다. 영화는 2002년 캘리포니아주 새크라멘토를 배경으로 어머니(로리 멧캐프)와 격동의 관계를 맺고 있는 주인공 고등학교 3학년 크리스틴 "레이디 버드" 맥퍼슨(시얼샤 로넌)의 이야기를 그린다. 또한 트레이시 레츠, 루커스 헤지스, 티모시 샬라메, 비니 펠드스틴, 스티븐 헨더슨과 로이스 스미스가 출연한다. 이 영화는 2017년 9월 1일 텔류라이드 영화제에서 초연 되었다. 2017년 11월 3일 A24의 배급으로 미국에서 한정 개봉되었고, 이후 2017년 11월 24일 전 세계에 개봉되었다.

## 수상 및 후보
| 시상식 hej jag heter måns Hej jag heter måns                                       | 부문Hej jag heter måns                             | 수상자                              | 결과 | 출처.         |
| ---------------------------------------------------------------------------------- | -------------------------------------------------- | ----------------------------------- | ---- | ------------- |
| 호주 AACTA 어워드(오스트레일리아 영화 텔레비전 예술 아카데미상) Hej jag heter måns | 최우수 영화상                                      | 《레이디 버드》                     | 후보 | [ 4 ]         |
| 호주 AACTA 어워드(오스트레일리아 영화 텔레비전 예술 아카데미상) Hej jag heter måns | 최우수 감독상                                      | 그레타 거윅                         | 후보 | [ 4 ]         |
| 호주 AACTA 어워드(오스트레일리아 영화 텔레비전 예술 아카데미상) Hej jag heter måns | 최우수 여우주연상                                  | 시얼샤 로넌                         | 후보 | [ 4 ]         |
| 호주 AACTA 어워드(오스트레일리아 영화 텔레비전 예술 아카데미상) Hej jag heter måns | 최우수 여우조연상                                  | 로리 멧캐프                         | 후보 | [ 4 ]         |
| 호주 AACTA 어워드(오스트레일리아 영화 텔레비전 예술 아카데미상) Hej jag heter måns | 최우수 각본상                                      | 그레타 거윅                         | 후보 | [ 4 ]         |
| AARP's 무비 포 그로운업스 어워드                                                   | 최우수 작품상                                      | 《레이디 버드》                     | 후보 | [ 5 ] [ 6 ]   |
| AARP's 무비 포 그로운업스 어워드                                                   | 최우수 여우조연상                                  | 로리 멧캐프                         | 수상 | [ 5 ] [ 6 ]   |
| AARP's 무비 포 그로운업스 어워드                                                   | 최우수 해외 영화상                                 | 《레이디 버드》                     | 후보 | [ 5 ] [ 6 ]   |
| 제90회 아카데미상                                                                  | 작품상                                             | 스콧 루딘. 일라이 부시, 이블린 오닐 | 후보 | [ 7 ] [ 8 ]   |
| 제90회 아카데미상                                                                  | 감독상                                             | 그레타 거윅                         | 후보 | [ 7 ] [ 8 ]   |
| 제90회 아카데미상                                                                  | 여우주연상                                         | 시얼샤 로넌                         | 후보 | [ 7 ] [ 8 ]   |
| 제90회 아카데미상                                                                  | 여우조연상                                         | 로리 멧캐프                         | 후보 | [ 7 ] [ 8 ]   |
| 제90회 아카데미상                                                                  | 각본상                                             | 그레타 거윅                         | 후보 | [ 7 ] [ 8 ]   |
| 얼라이언스 오브 우먼 필름 저널리스트(여성 영화기자협회상)                          | 최우수 작품상                                      | 《레이디 버드》                     | 후보 | [ 9 ] [ 10 ]  |
| 얼라이언스 오브 우먼 필름 저널리스트(여성 영화기자협회상)                          | 최우수 감독상                                      | 그레타 거윅                         | 후보 | [ 9 ] [ 10 ]  |
| 얼라이언스 오브 우먼 필름 저널리스트(여성 영화기자협회상)                          | 최우수 각본상                                      | 그레타 거윅                         | 후보 | [ 9 ] [ 10 ]  |
| 얼라이언스 오브 우먼 필름 저널리스트(여성 영화기자협회상)                          | 최우수 여우조연상                                  | 로리 멧캐프                         | 수상 | [ 9 ] [ 10 ]  |
| 얼라이언스 오브 우먼 필름 저널리스트(여성 영화기자협회상)                          | 최우수 여성 감독상                                 | 그레타 거윅                         | 수상 | [ 9 ] [ 10 ]  |
| 얼라이언스 오브 우먼 필름 저널리스트(여성 영화기자협회상)                          | 최우수 여성 각본상                                 | 그레타 거윅                         | 수상 | [ 9 ] [ 10 ]  |
| 얼라이언스 오브 우먼 필름 저널리스트(여성 영화기자협회상)                          | 영화 산업에서 여성의 최우수 업적상                 | 그레타 거윅                         | 후보 | [ 9 ] [ 10 ]  |
| 미국 영화 편집자 협회                                                              | 영화 뮤지컬·코미디 부문 최우수 작품상              | 닉 후이                             | 후보 | [ 11 ]        |
| 미국 영화 기관                                                                     | 올해의 TOP 10 영화상                               | 《레이디 버드》                     | 수상 | [ 12 ] [ 13 ] |
| 미술 감독 조합상                                                                   | 현대 영화 프로덕션 디자인 부문 최우수상            | 크리스 존스                         | 후보 | [ 14 ] [ 15 ] |
| 오스틴 영화 비평가 협회                                                            | 최우수 작품상                                      | 《레이디 버드》                     | 후보 | [ 16 ] [ 17 ] |
| 오스틴 영화 비평가 협회                                                            | 최우수 감독상                                      | 그레타 거윅                         | 후보 | [ 16 ] [ 17 ] |
| 오스틴 영화 비평가 협회                                                            | 최우수 여우주연상                                  | 시얼샤 로넌                         | 후보 | [ 16 ] [ 17 ] |
| 오스틴 영화 비평가 협회                                                            | 최우수 여우조연상                                  | 로리 멧캐프                         | 후보 | [ 16 ] [ 17 ] |
| 오스틴 영화 비평가 협회                                                            | 최우수 각본상                                      | 그레타 거윅                         | 후보 | [ 16 ] [ 17 ] |
| 오스틴 영화 비평가 협회                                                            | 로버트 R. "바비" 맥커디 기념 신인 아티스트상       | 티모시 샬라메                       | 수상 | [ 16 ] [ 17 ] |
| 오스틴 영화 비평가 협회                                                            | Top 10 영화상                                      | 《레이디 버드》                     | 3위  | [ 16 ] [ 17 ] |
| 보스턴 영화 비평가 협회                                                            | 최우수 여우조연상                                  | 로리 멧캐프                         | 수상 | [ 18 ] [ 19 ] |
| 보스턴 영화 비평가 협회                                                            | 최우수 각본상                                      | 그레타 거윅                         | 수상 | [ 18 ] [ 19 ] |
| 영국 아카데미 영화상(BAFTA)                                                        | 여우주연상                                         | 시얼샤 로넌                         | 후보 | [ 20 ] [ 21 ] |
| 영국 아카데미 영화상(BAFTA)                                                        | 여우조연상                                         | 로리 멧캐프                         | 후보 | [ 20 ] [ 21 ] |
| 영국 아카데미 영화상(BAFTA)                                                        | 각본상                                             | 그레타 거윅                         | 후보 | [ 20 ] [ 21 ] |
| 영국 영화 기관                                                                     | Sight & Sound's 2017년 최우수 영화상               | 《레이디 버드》                     | 19위 | [ 22 ] [ 23 ] |
| 미국 캐스팅 협회                                                                   | 코미디 - 픽처 스튜디오, 인디펜던트상               | 조던 탈러, 헤이디 그리피스          | 수상 | [ 24 ] [ 25 ] |
| 시카고 영화 비평가 협회                                                            | 최우수 작품상                                      | 《레이디 버드》                     | 수상 | [ 26 ] [ 27 ] |
| 시카고 영화 비평가 협회                                                            | 최우수 감독상                                      | 그레타 거윅                         | 후보 | [ 26 ] [ 27 ] |
| 시카고 영화 비평가 협회                                                            | 최우수 여우주연상                                  | 시얼샤 로넌                         | 수상 | [ 26 ] [ 27 ] |
| 시카고 영화 비평가 협회                                                            | 최우수 여우조연상                                  | 로리 멧캐프                         | 수상 | [ 26 ] [ 27 ] |
| 시카고 영화 비평가 협회                                                            | 최우수 각본상                                      | 그레타 거윅                         | 후보 | [ 26 ] [ 27 ] |
| 시카고 영화 비평가 협회                                                            | 가장 유망한 감독상                                 | 그레타 거윅                         | 수상 | [ 26 ] [ 27 ] |
| 의상 감독 조합상                                                                   | 현대 영화 부문 최우수상                            | 에이프릴 네피어                     | 후보 | [ 28 ]        |
| 크리틱스 초이스 영화상(미국 방송 영화 비평가 협회상)                               | 최우수 작품상                                      | 《레이디 버드》                     | 후보 | [ 29 ]        |
| 크리틱스 초이스 영화상(미국 방송 영화 비평가 협회상)                               | 최우수 감독상                                      | 그레타 거윅                         | 후보 | [ 29 ]        |
| 크리틱스 초이스 영화상(미국 방송 영화 비평가 협회상)                               | 최우수 여우주연상                                  | 시얼샤 로넌                         | 후보 | [ 29 ]        |
| 크리틱스 초이스 영화상(미국 방송 영화 비평가 협회상)                               | 최우수 여우조연상                                  | 로리 멧캐프                         | 후보 | [ 29 ]        |
| 크리틱스 초이스 영화상(미국 방송 영화 비평가 협회상)                               | 최우수 연기 앙상블상                               | 《레이디 버드》                     | 후보 | [ 29 ]        |
| 크리틱스 초이스 영화상(미국 방송 영화 비평가 협회상)                               | 최우수 각본상                                      | 그레타 거윅                         | 후보 | [ 29 ]        |
| 크리틱스 초이스 영화상(미국 방송 영화 비평가 협회상)                               | 최우수 코미디 영화상                               | 《레이디 버드》                     | 후보 | [ 29 ]        |
| 크리틱스 초이스 영화상(미국 방송 영화 비평가 협회상)                               | 최우수 코미디 여자배우상                           | 시얼샤 로넌                         | 후보 | [ 29 ]        |
| 댈러스-포트워스 영화 비평가 협회                                                   | 최우수 작품상                                      | 《레이디 버드》                     | 3위  | [ 30 ]        |
| 댈러스-포트워스 영화 비평가 협회                                                   | 최우수 감독상                                      | 그레타 거윅                         | 2위  | [ 30 ]        |
| 댈러스-포트워스 영화 비평가 협회                                                   | 최우수 여우주연상                                  | 시얼샤 로넌                         | 4위  | [ 30 ]        |
| 댈러스-포트워스 영화 비평가 협회                                                   | 최우수 여우조연상                                  | 로리 멧캐프                         | 2위  | [ 30 ]        |
| 댈러스-포트워스 영화 비평가 협회                                                   | 최우수 각본상                                      | 그레타 거윅                         | 수상 | [ 30 ]        |
| 덴버 국제 영화제                                                                   | 희귀한 진주상                                      | 그레타 거윅                         | 수상 | [ 31 ]        |
| 디트로이트 영화 비평가 협회                                                        | 최우수 감독상                                      | 그레타 거윅                         | 후보 | [ 32 ]        |
| 디트로이트 영화 비평가 협회                                                        | 최우수 여우주연상                                  | 시얼샤 로넌                         | 후보 | [ 32 ]        |
| 디트로이트 영화 비평가 협회                                                        | 최우수 여우조연상                                  | 로리 멧캐프                         | 후보 | [ 32 ]        |
| 디트로이트 영화 비평가 협회                                                        | 최우수 앙상블상                                    | 《레이디 버드》                     | 후보 | [ 32 ]        |
| 디트로이트 영화 비평가 협회                                                        | 최우수 각본상                                      | 그레타 거윅                         | 후보 | [ 32 ]        |
| 미국 감독 조합상                                                                   | 장편 영화부문 최우수 감독상                        | 그레타 거윅                         | 후보 | [ 33 ]        |
| 도리안 어워드(게이 앤드 레즈비언 엔터테인먼트 비평가협회)                          | 올해의 영화상                                      | 《레이디 버드》                     | 후보 | [ 34 ] [ 35 ] |
| 도리안 어워드(게이 앤드 레즈비언 엔터테인먼트 비평가협회)                          | 올해의 감독상                                      | 그레타 거윅                         | 수상 | [ 34 ] [ 35 ] |
| 도리안 어워드(게이 앤드 레즈비언 엔터테인먼트 비평가협회)                          | 올해의 연기부문 - 여우주연상                       | 시얼샤 로넌                         | 후보 | [ 34 ] [ 35 ] |
| 도리안 어워드(게이 앤드 레즈비언 엔터테인먼트 비평가협회)                          | 올해의 연기부문 - 여우조연상                       | 로리 멧캐프                         | 수상 | [ 34 ] [ 35 ] |
| 도리안 어워드(게이 앤드 레즈비언 엔터테인먼트 비평가협회)                          | 올해의 각본상                                      | 그레타 거윅                         | 후보 | [ 34 ] [ 35 ] |
| 이브닝 스탠더드 영국 영화상                                                        | 최우수 여우주연상                                  | 시얼샤 로넌                         | 후보 | [ 36 ]        |
| 플로리다 영화 비평가 협회                                                          | 최우수 작품상                                      | 《레이디 버드》                     | 2위  | [ 37 ] [ 38 ] |
| 플로리다 영화 비평가 협회                                                          | 최우수 감독상                                      | 그레타 거윅                         | 2위  | [ 37 ] [ 38 ] |
| 플로리다 영화 비평가 협회                                                          | 최우수 여우주연상                                  | 시얼샤 로넌                         | 후보 | [ 37 ] [ 38 ] |
| 플로리다 영화 비평가 협회                                                          | 최우수 여우조연상                                  | 로리 멧캐프                         | 2위  | [ 37 ] [ 38 ] |
| 플로리다 영화 비평가 협회                                                          | 최우수 각본상                                      | 그레타 거윅                         | 후보 | [ 37 ] [ 38 ] |
| 플로리다 영화 비평가 협회                                                          | 최우수 캐스팅상                                    | 《레이디 버드》                     | 후보 | [ 37 ] [ 38 ] |
| 조지아 영화 비평가 협회                                                            | 최우수 작품상                                      | 《레이디 버드》                     | 수상 | [ 39 ]        |
| 조지아 영화 비평가 협회                                                            | 최우수 감독상                                      | 그레타 거윅                         | 수상 | [ 39 ]        |
| 조지아 영화 비평가 협회                                                            | 최우수 여우주연상                                  | 시얼샤 로넌                         | 수상 | [ 39 ]        |
| 조지아 영화 비평가 협회                                                            | 최우수 여우조연상                                  | 로리 멧캐프                         | 수상 | [ 39 ]        |
| 조지아 영화 비평가 협회                                                            | 최우수 각본상                                      | 그레타 거윅                         | 후보 | [ 39 ]        |
| 조지아 영화 비평가 협회                                                            | 최우수 앙상블상                                    | 《레이디 버드》                     | 후보 | [ 39 ]        |
| 조지아 영화 비평가 협회                                                            | 신인상                                             | 티모시 샬라메                       | 후보 | [ 39 ]        |
| 조지아 영화 비평가 협회                                                            | 신인상                                             | 그레타 거윅                         | 후보 | [ 39 ]        |
| GLAAD 미디어 어워드                                                                | 와이드 릴리즈 - 최우수 영화상                      | 《레이디 버드》                     | 후보 | [ 40 ]        |
| 골든 글로브 시상식                                                                 | 영화 뮤지컬·코미디 부문 최우수 작품상              | 《레이디 버드》                     | 수상 | [ 41 ]        |
| 골든 글로브 시상식                                                                 | 영화 뮤지컬·코미디 부문 최우수 여우주연상          | 시얼샤 로넌                         | 수상 | [ 41 ]        |
| 골든 글로브 시상식                                                                 | 영화 부문 최우수 여우조연상                        | 로리 멧캐프                         | 후보 | [ 41 ]        |
| 골든 글로브 시상식                                                                 | 최우수 각본상                                      | 그레타 거윅                         | 후보 | [ 41 ]        |
| 골든 토마토 어워드                                                                 | 2017년 최우수 월드 와이드상                        | 《레이디 버드》                     | 5위  | [ 42 ]        |
| 골든 토마토 어워드                                                                 | 2017년 최우수 코미디 영화상                        | 《레이디 버드》                     | 수상 | [ 42 ]        |
| 고섬상                                                                             | 최우수 여우주연상                                  | 시얼샤 로넌                         | 수상 | [ 43 ]        |
| 고섬상                                                                             | 최우수 각본상                                      | 그레타 거윅                         | 후보 | [ 43 ]        |
| 고섬상                                                                             | 빙햄 레이 신인 감독상                              | 그레타 거윅                         | 후보 | [ 43 ]        |
| 길드 오브 뮤직 슈퍼바이저스 어워드                                                 | 2500만 달러 이하 예산 부문 영화 최고의 음악 감독상 | 브라이언 로스, 마이클 힐스          | 수상 | [ 44 ]        |
| 할리우드 뮤직 인 미디어 어워드                                                     | 영화부문 최우수 음악 감독상                        | 브라이언 로스                       | 수상 | [ 45 ]        |
| 휴스턴 영화 비평가 협회                                                            | 최우수 작품상                                      | 《레이디 버드》                     | 수상 | [ 46 ]        |
| 휴스턴 영화 비평가 협회                                                            | 최우수 감독상                                      | 그레타 거윅                         | 수상 | [ 46 ]        |
| 휴스턴 영화 비평가 협회                                                            | 최우수 여우주연상                                  | 시얼샤 로넌                         | 후보 | [ 46 ]        |
| 휴스턴 영화 비평가 협회                                                            | 최우수 여우조연상                                  | 로리 멧캐프                         | 후보 | [ 46 ]        |
| 휴스턴 영화 비평가 협회                                                            | 최우수 각본상                                      | 그레타 거윅                         | 수상 | [ 46 ]        |
| 후마니타스 상                                                                      | 코미디 부문 최우수 영화상                          | 그레타 거윅                         | 수상 | [ 47 ]        |
| IGN 어워드                                                                         | 올해의 영화상                                      | 《레이디 버드》                     | 후보 | [ 48 ]        |
| IGN 어워드                                                                         | 최우수 코미디 영화상                               | 《레이디 버드》                     | 후보 | [ 48 ]        |
| IGN 어워드                                                                         | 영화부문 최우수 여우주연상                         | 시얼샤 로넌                         | 후보 | [ 48 ]        |
| IGN 어워드                                                                         | 최우수 감독상                                      | 그레타 거윅                         | 후보 | [ 48 ]        |
| 인디펜던트 스피릿 어워드                                                           | 최우수 작품상                                      | 《레이디 버드》                     | 후보 | [ 49 ]        |
| 인디펜던트 스피릿 어워드                                                           | 최우수 여우주연상                                  | 시얼샤 로넌                         | 후보 | [ 49 ]        |
| 인디펜던트 스피릿 어워드                                                           | 최우수 여우조연상                                  | 로리 멧캐프                         | 후보 | [ 49 ]        |
| 인디펜던트 스피릿 어워드                                                           | 최우수 각본상                                      | 그레타 거윅                         | 수상 | [ 49 ]        |
| 인디와이어 크리틱스 폴                                                             | 최우수 작품상                                      | 《레이디 버드》                     | 2위  | [ 50 ]        |
| 인디와이어 크리틱스 폴                                                             | 최우수 감독상                                      | 그레타 거윅                         | 3위  | [ 50 ]        |
| 인디와이어 크리틱스 폴                                                             | 최우수 여우주연상                                  | 시얼샤 로넌                         | 수상 | [ 50 ]        |
| 인디와이어 크리틱스 폴                                                             | 최우수 여우조연상                                  | 로리 멧캐프                         | 수상 | [ 50 ]        |
| 인디와이어 크리틱스 폴                                                             | 최우수 각본상                                      | 그레타 거윅                         | 2위  | [ 50 ]        |
| IFTA 어워드(아일랜드 영화 & 텔레비전 아카데미상)                                   | 영화부문 최우수 여우주연상                         | 시얼샤 로넌                         | 수상 | [ 51 ] [ 52 ] |
| IFTA 어워드(아일랜드 영화 & 텔레비전 아카데미상)                                   | 최우수 해외 영화상                                 | 《레이디 버드》                     | 후보 | [ 51 ] [ 52 ] |
| 촬영지 매니저 조합상                                                               | 현대 영화 부문 최우수 촬영지상                     | 마이클 스미스                       | 후보 | [ 53 ]        |
| 촬영지 매니저 조합상                                                               | 최우수 영화 의뢰상                                 | 캘리포니아주, 새크라멘토            | 후보 | [ 53 ]        |
| 런던 영화 비평가 협회                                                              | 올해의 영화상                                      | 《레이디 버드》                     | 후보 | [ 54 ]        |
| 런던 영화 비평가 협회                                                              | 올해의 여우조연상                                  | 로리 멧캐프                         | 후보 | [ 54 ]        |
| 런던 영화 비평가 협회                                                              | 올해의 각본상                                      | 그레타 거윅                         | 후보 | [ 54 ]        |
| 런던 영화 비평가 협회                                                              | 올해의 영국·아일랜드 여우주연상                    | 시얼샤 로넌                         | 후보 | [ 54 ]        |
| 로스앤젤레스 영화 비평가 협회                                                      | 최우수 여우조연상                                  | 로리 멧캐프                         | 수상 | [ 55 ]        |
| 로스앤젤레스 영화 비평가 협회                                                      | 새로운 세대상                                      | 그레타 거윅                         | 수상 | [ 55 ]        |
| 밀 발리 영화제                                                                     | 관객들이 좋아하는 US 시네마 실버상                 | 그레타 거윅                         | 수상 | [ 56 ]        |
| 전미 비평가 위원회상                                                               | Top 10 영화상                                      | 《레이디 버드》                     | 수상 | [ 57 ]        |
| 전미 비평가 위원회상                                                               | 감독상                                             | 그레타 거윅                         | 수상 | [ 57 ]        |
| 전미 비평가 위원회상                                                               | 여우조연상                                         | 로리 멧캐프                         | 수상 | [ 57 ]        |
| 전미 비평가 협회)                                                                  | 작품상                                             | 《레이디 버드》                     | 수상 | [ 58 ]        |
| 전미 비평가 협회)                                                                  | 감독상                                             | 그레타 거윅                         | 수상 | [ 58 ]        |
| 전미 비평가 협회)                                                                  | 여우주연상                                         | 시얼샤 로넌                         | 2위  | [ 58 ]        |
| 전미 비평가 협회)                                                                  | 여우조연상                                         | 로리 멧캐프                         | 수상 | [ 58 ]        |
| 전미 비평가 협회)                                                                  | 각본상                                             | 그레타 거윅                         | 수상 | [ 58 ]        |
| 뉴욕 영화 비평가 협회                                                              | 최우수 작품상                                      | 《레이디 버드》                     | 수상 | [ 59 ]        |
| 뉴욕 영화 비평가 협회                                                              | 최우수 여우주연상                                  | 시얼샤 로넌                         | 수상 | [ 59 ]        |
| 뉴욕 온라인 영화 비평가 협회                                                       | Top 10 영화상                                      | 《레이디 버드》                     | 수상 | [ 60 ]        |
| 온라인 영화 비평가 협회                                                            | 최우수 작품상                                      | 《레이디 버드》                     | 후보 | [ 61 ] [ 62 ] |
| 온라인 영화 비평가 협회                                                            | 최우수 감독상                                      | 그레타 거윅                         | 후보 | [ 61 ] [ 62 ] |
| 온라인 영화 비평가 협회                                                            | 최우수 여우주연상                                  | 시얼샤 로넌                         | 후보 | [ 61 ] [ 62 ] |
| 온라인 영화 비평가 협회                                                            | 최우수 여우조연상                                  | 로리 멧캐프                         | 수상 | [ 61 ] [ 62 ] |
| 온라인 영화 비평가 협회                                                            | 최우수 각본상                                      | 그레타 거윅                         | 후보 | [ 61 ] [ 62 ] |
| 온라인 영화 비평가 협회                                                            | 최우수 앙상블상                                    | 《레이디 버드》                     | 후보 | [ 61 ] [ 62 ] |
| 팜스프링스 국제 영화제                                                             | 디저트 팜 업적상                                   | 시얼샤 로넌                         | 수상 | [ 63 ]        |
| 미국 제작자 조합상                                                                 | 최우수 연극 영화 작품상                            | 스콧 루딘, 일라이 부시, 이블린 오닐 | 후보 | [ 64 ]        |
| 샌디에이고 영화 비평가 협회                                                        | 최우수 작품상                                      | 《레이디 버드》                     | 2위  | [ 65 ] [ 66 ] |
| 샌디에이고 영화 비평가 협회                                                        | 최우수 감독상                                      | 그레타 거윅                         | 수상 | [ 65 ] [ 66 ] |
| 샌디에이고 영화 비평가 협회                                                        | 최우수 여우주연상                                  | 시얼샤 로넌                         | 후보 | [ 65 ] [ 66 ] |
| 샌디에이고 영화 비평가 협회                                                        | 최우수 여우조연상                                  | 로리 멧캐프                         | 수상 | [ 65 ] [ 66 ] |
| 샌디에이고 영화 비평가 협회                                                        | 최우수 각본상                                      | 그레타 거윅                         | 2위  | [ 65 ] [ 66 ] |
| 샌디에이고 영화 비평가 협회                                                        | 신인 아티스트상                                    | 그레타 거윅                         | 후보 | [ 65 ] [ 66 ] |
| 샌디에이고 영화 비평가 협회                                                        | 최우수 캐스팅상                                    | 《레이디 버드》                     | 후보 | [ 65 ] [ 66 ] |
| 샌프란시스코 영화 비평가 협회                                                      | 최우수 감독상                                      | 그레타 거윅                         | 후보 | [ 67 ]        |
| 샌프란시스코 영화 비평가 협회                                                      | 최우수 여우주연상                                  | 시얼샤 로넌                         | 후보 | [ 67 ]        |
| 샌프란시스코 영화 비평가 협회                                                      | 최우수 여우조연상                                  | 로리 멧캐프                         | 수상 | [ 67 ]        |
| 샌프란시스코 영화 비평가 협회                                                      | 최우수 각본상                                      | 그레타 거윅                         | 후보 | [ 67 ]        |
| 샌타바버라 국제 영화제                                                             | 샌타바버라상                                       | 시얼샤 로넌                         | 수상 | [ 68 ]        |
| 새틀라이트상(국제비평가협회상)                                                     | 독창적인 감독상                                    | 그레타 거윅                         | 수상 | [ 69 ]        |
| 새틀라이트상(국제비평가협회상)                                                     | 최우수 작품상                                      | 《레이디 버드》                     | 후보 | [ 69 ]        |
| 새틀라이트상(국제비평가협회상)                                                     | 최우수 감독상                                      | 그레타 거윅                         | 후보 | [ 69 ]        |
| 새틀라이트상(국제비평가협회상)                                                     | 최우수 여우주연상                                  | 시얼샤 로넌                         | 후보 | [ 69 ]        |
| 새틀라이트상(국제비평가협회상)                                                     | 최우수 여우조연상                                  | 로리 멧캐프                         | 후보 | [ 69 ]        |
| 새틀라이트상(국제비평가협회상)                                                     | 최우수 각본상                                      | 그레타 거윅                         | 후보 | [ 69 ]        |
| 새틀라이트상(국제비평가협회상)                                                     | 최우수 촬영감독상                                  | 샘 레비                             | 후보 | [ 69 ]        |
| 미국 배우 조합상                                                                   | 영화부문 최우수 연기 캐스팅상                      | 《레이디 버드》                     | 후보 | [ 70 ]        |
| 미국 배우 조합상                                                                   | 영화부문 최우수 여우주연상                         | 시얼샤 로넌                         | 후보 | [ 70 ]        |
| 미국 배우 조합상                                                                   | 영화부문 최우수 여우조연상                         | 로리 멧캐프                         | 후보 | [ 70 ]        |
| 시애틀 영화 비평가 협회                                                            | 최우수 작품상                                      | 《레이디 버드》                     | 후보 | [ 71 ]        |
| 시애틀 영화 비평가 협회                                                            | 최우수 감독상                                      | 그레타 거윅                         | 후보 | [ 71 ]        |
| 시애틀 영화 비평가 협회                                                            | 최우수 여우주연상                                  | 시얼샤 로넌                         | 수상 | [ 71 ]        |
| 시애틀 영화 비평가 협회                                                            | 최우수 여우조연상                                  | 로리 멧캐프                         | 수상 | [ 71 ]        |
| 시애틀 영화 비평가 협회                                                            | 최우수 각본상                                      | 그레타 거윅                         | 수상 | [ 71 ]        |
| 시애틀 영화 비평가 협회                                                            | 최우수 편집상                                      | 닉 후이                             | 후보 | [ 71 ]        |
| 시애틀 영화 비평가 협회                                                            | 최우수 앙상블상                                    | 《레이디 버드》                     | 후보 | [ 71 ]        |
| 세인트루이스 게이트웨이 영화 비평가 협회                                           | 최우수 작품상                                      | 《레이디 버드》                     | 후보 | [ 72 ] [ 73 ] |
| 세인트루이스 게이트웨이 영화 비평가 협회                                           | 최우수 감독상                                      | 그레타 거윅                         | 후보 | [ 72 ] [ 73 ] |
| 세인트루이스 게이트웨이 영화 비평가 협회                                           | 최우수 여우주연상                                  | 시얼샤 로넌                         | 후보 | [ 72 ] [ 73 ] |
| 세인트루이스 게이트웨이 영화 비평가 협회                                           | 최우수 여우조연상                                  | 로리 멧캐프                         | 수상 | [ 72 ] [ 73 ] |
| 세인트루이스 게이트웨이 영화 비평가 협회                                           | 최우수 각본상                                      | 그레타 거윅                         | 2위  | [ 72 ] [ 73 ] |
| 세인트루이스 게이트웨이 영화 비평가 협회                                           | 최우수 장면상                                      | Coach Directing The Tempest         | 2위  | [ 72 ] [ 73 ] |
| 토론토 영화 비평가 협회                                                            | 최우수 감독상                                      | 그레타 거윅                         | 수상 | [ 74 ]        |
| 토론토 영화 비평가 협회                                                            | 최우수 여우주연상                                  | 시얼샤 로넌                         | 2위  | [ 74 ]        |
| 토론토 영화 비평가 협회                                                            | 최우수 여우조연상                                  | 로리 멧캐프                         | 수상 | [ 74 ]        |
| 토론토 영화 비평가 협회                                                            | 최우수 각본상                                      | 그레타 거윅                         | 2위  | [ 74 ]        |
| 밴쿠버 영화 비평가 협회                                                            | 최우수 작품상                                      | 《레이디 버드》                     | 수상 | [ 75 ]        |
| 밴쿠버 영화 비평가 협회                                                            | 최우수 감독상                                      | 그레타 거윅                         | 후보 | [ 75 ]        |
| 밴쿠버 영화 비평가 협회                                                            | 최우수 여우주연상                                  | 시얼샤 로넌                         | 수상 | [ 75 ]        |
| 밴쿠버 영화 비평가 협회                                                            | 최우수 여우조연상                                  | 로리 멧캐프                         | 수상 | [ 75 ]        |
| 밴쿠버 영화 비평가 협회                                                            | 최우수 각본상                                      | 그레타 거윅                         | 후보 | [ 75 ]        |
| 워싱턴 D.C. 아레아 영화 비평가 협회                                                | 최우수 작품상                                      | 《레이디 버드》                     | 후보 | [ 76 ]        |
| 워싱턴 D.C. 아레아 영화 비평가 협회                                                | 최우수 감독상                                      | 그레타 거윅                         | 후보 | [ 76 ]        |
| 워싱턴 D.C. 아레아 영화 비평가 협회                                                | 최우수 여우주연상                                  | 시얼샤 로넌                         | 후보 | [ 76 ]        |
| 워싱턴 D.C. 아레아 영화 비평가 협회                                                | 최우수 여우조연상                                  | 로리 멧캐프                         | 수상 | [ 76 ]        |
| 워싱턴 D.C. 아레아 영화 비평가 협회                                                | 최우수 각본상                                      | 그레타 거윅                         | 후보 | [ 76 ]        |
| 여성 영화 비평가 협회                                                              | 여성에 관한 최우수 영화상                          | 《레이디 버드》                     | 수상 | [ 77 ] [ 78 ] |
| 여성 영화 비평가 협회                                                              | 여성의 최우수 영화상                               | 《레이디 버드》                     | 수상 | [ 77 ] [ 78 ] |
| 여성 영화 비평가 협회                                                              | 최우수 여성 스토리셀러상                           | 그레타 거윅                         | 수상 | [ 77 ] [ 78 ] |
| 여성 영화 비평가 협회                                                              | 최우수 코미디 여자배우상                           | 시얼샤 로넌                         | 후보 | [ 77 ] [ 78 ] |
| 미국 극작가 조합상                                                                 | 최우수 각본상                                      | 그레타 거윅                         | 후보 | [ 79 ]        |

## 같이 보기
- 2017년 영화

## 참고
1. ↑  콜 미 바이 유어 네임, 몬태나와 함께
2. ↑  콜 미 바이 유어 네임, 핫 썸머 나이츠, 몬태나와 함께
3. ↑  아이, 토냐의 앨리슨 제니와 타이
4. ↑  베이비 드라이버와 함께